# Haʻae-a-Mahi
Haʻae-a-Mahi era el Gran Jefe de la isla de Hawái en Antiguo Hawái.
Su madre era la Gran Jefa Kalanikauleleiaiwi y su padre era el Gran Jefe Kauaua.
Haʻae era el hermano de Alapainui y de la reina Keku‘iapoiwa I.
El sobrino de Haʻae era el rey Kahekili II.
Haʻae se casó con su hermana, Kekelakekeokalani. La hija de Kekelakekeokalani y de Haʻae era Keku‘iapoiwa II, la madre de Kamehameha I.